# 20TH J-WAVE ARCHIVES〜J-WAVE TOP40
J-WAVE ARCHIVES（ジェイ・ウェーブ・アーカイブス）は、J-WAVEで2008年4月1日から2009年3月31日まで放送されていたラジオ番組。

## 概要
2008年10月に開局20周年を迎えるJ-WAVEの開局記念番組の一つとして1年間限定で放送を開始。開始当初は20TH J-WAVE ARCHIVES〜J-WAVE TOP40（トゥエンティース・ジェイウェーブ・アーカイブス・ジェイウェーブ・トップフォーティ）の番組名で放送されていたが、2009年1月に改称された。
J-WAVEで開局当初から放送されているTOKIO HOT 100の膨大なアーカイブスの中から少しずつある一日のチャート上位TOP40を紹介しながら当時の歴史を振り返っていく番組。また、番組の中では普段使用されるジングルではなく、20周年記念の「20TH J-WAVE LIVE! TOGETHER」バージョンが使用されること主。場合によっては現行ジングルも使用。
各紙のラジオ番組欄では「トップ40」や「○○年のトップ40」と略されて表記されていた。

## 放送時間
- 月曜-木曜 26:00-29:00

## ナビゲーター
- オーウェン真樹